# Cmentarz Grunewald w Berlinie
Cmentarz Grunewald (niem. Friedhof Grunewald) – cmentarz komunalny zlokalizowany w zachodniej części Berlina (Bornstedter Straße 11/12), w dzielnicy (ortsteil) Grunewald, okręgu administracyjnym Charlottenburg-Wilmersdorf, w bezpośrednim otoczeniu torowisk Kolei Obwodowej i Stadtbahn węzła Westkreuz i na północ od Kurfürstendammbrücke.

## Historia
Nekropolia powstała w 1892 roku, jako miejsce grzebalne dla powstającej i rozwijającej się wówczas kolonii willowej Grunewald. Obiekt rozplanowano na powierzchni 11.686 m². Ze względu na swoje specyficzne położenie (otoczenie ze wszystkich stron przez torowiska kolejowe) nazywany był metaforycznie „Wyspą Umarłych” (niem. Toteninsel). Został zbudowany według planów królewskiego inspektora ogrodów Roera i otwarty 19 maja 1892 roku. W 1897 roku wybudowano kaplicę przedpogrzebową, która stoi mniej więcej w centrum cmentarza.

## Pochowani
Na cmentarzu pochowani są m.in.:
- Hans Delbrück (historyk, zm. 1929), kwatera: III -1-9/10,
- dr Carl Paul Goertz (optyk, założyciel zakładów optycznych we Friedenau i Zehlendorfie, fabrykant, zm. 1923), kwatera: I a-UW-52,
- prof. Otto Lessing (rzeźbiarz, zm. 1912), kwatera: IV Gitter 47/48,
- Hermann Sudermann (pisarz, zm. 1928), kwatera: V-Gart.-58/59,
- Bernhard Dernburg (bankier, minister kolonialny, zm. 1937),
- Hans Geiger (fizyk, wynalazca licznika Geigera, zm. 1945),
- Oskar Hertwig (biolog, zm. 1922)[3],
- Jack O. Bennet (1914-2001), wykonawca pierwszego i dużej części pozostałych lotów berlińskiego mostu powietrznego (1948-1949)[1].

Cztery pierwsze wyróżnione są tytułem tzw. grobu honorowego (niem. Berliner Ehrengrabstätte), czyli nagrobka wyróżnionego przez Land Berlin, upamiętniającego osobę która za życia dokonała wybitnych osiągnięć związanych z Berlinem lub zasłużyła się miastu dziełem całego życia.
Na cmentarzu znajduje się również ponad sto grobów ofiar II wojny światowej oraz część grobów ofiar I wojny światowej, w tym zmarłych jeńców rosyjskich.

## Galeria

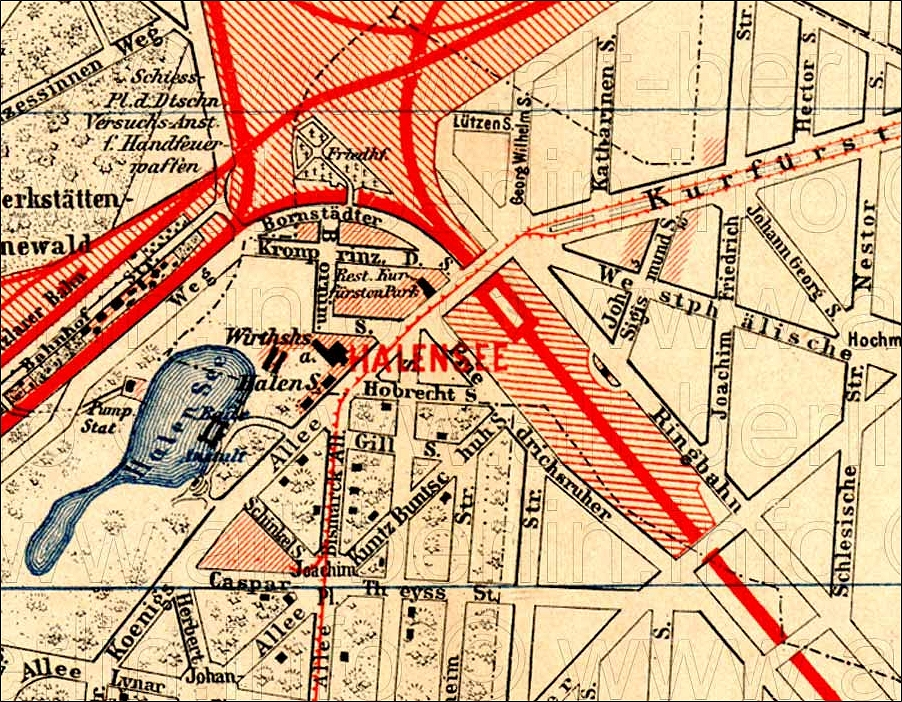
Cmentarz w 1893
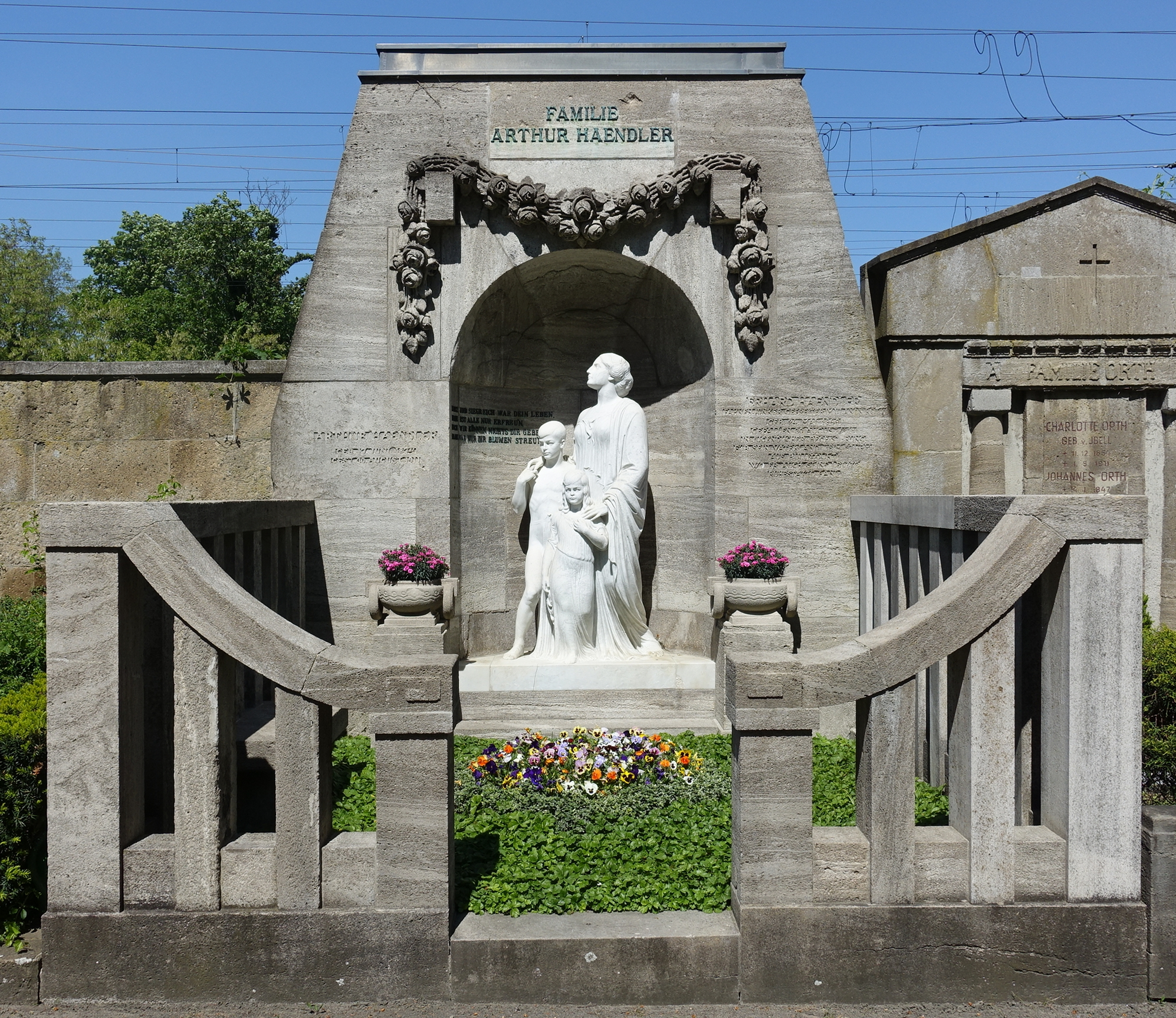
Nagrobek Haendlerów
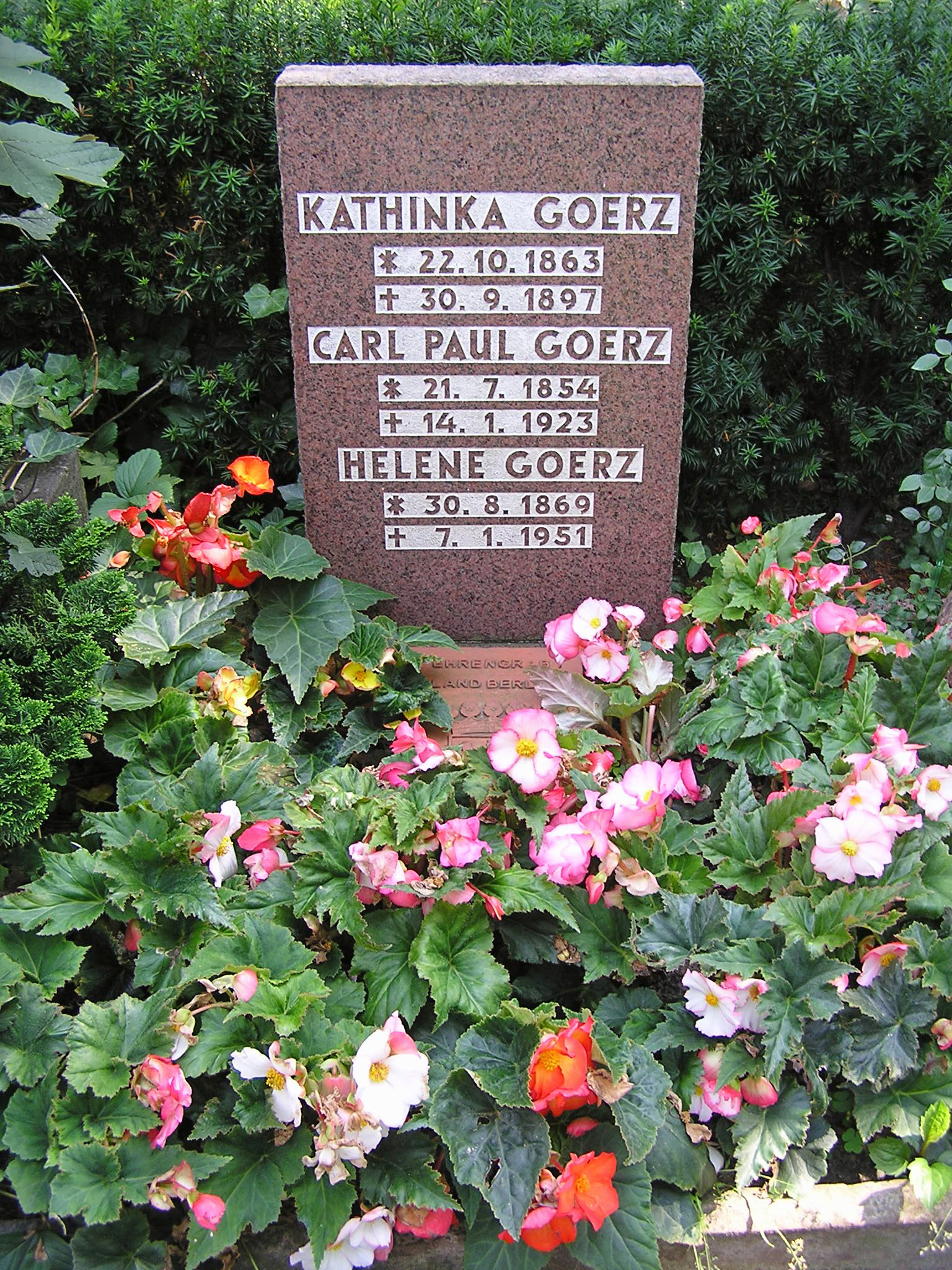
Grób Carla Paula Goertza
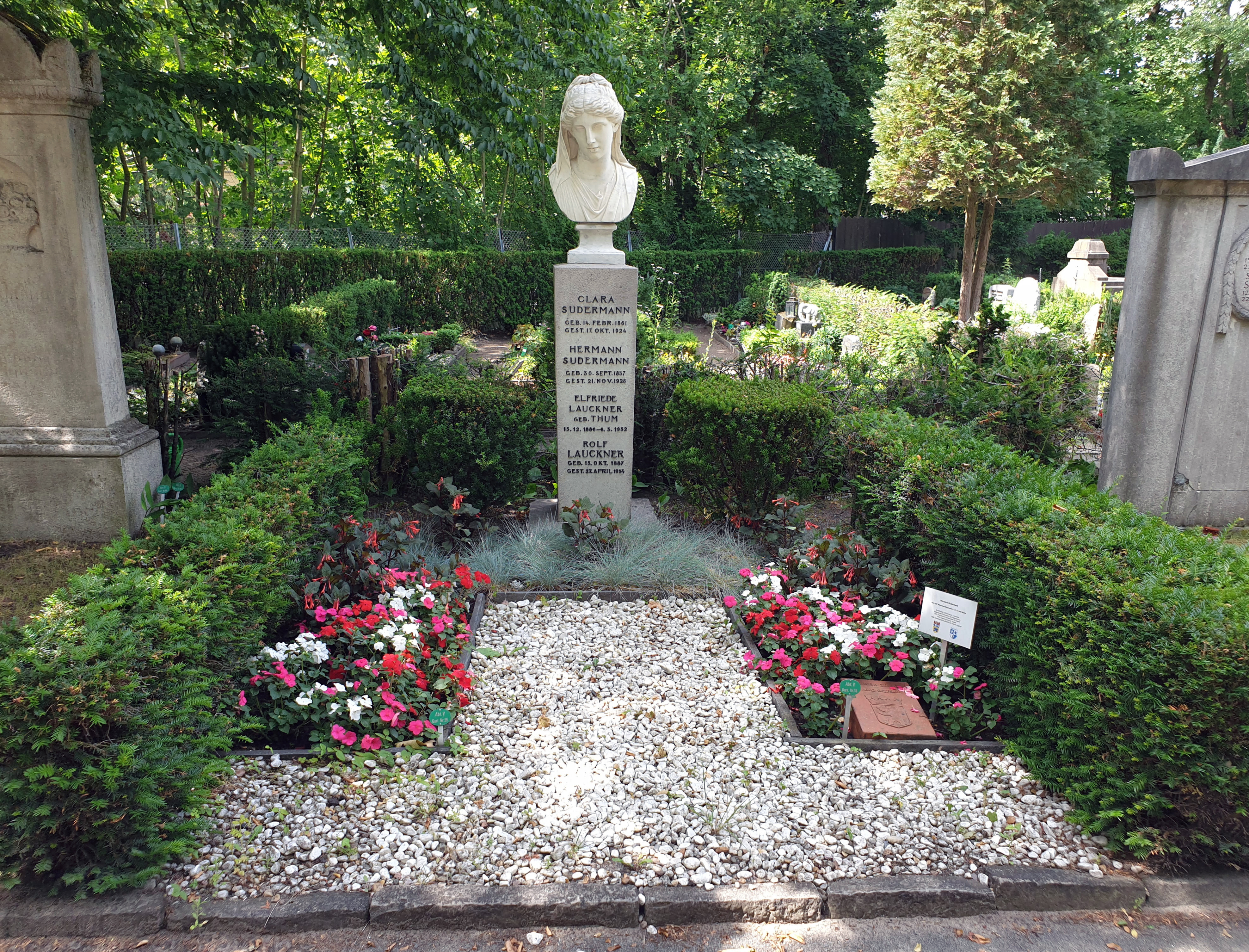
Grób Hermanna Sudermanna